# US National Championships i tennis 1899
US National Championships i tennis 1899 (senare US Open)

## Seniorer

### Herrsingel
Malcolm Whitman besegrade  J. Parmly Paret  6-1 6-2 3-6 7-5

### Damsingel
Marion Jones besegrade  Maud Banks  6-1, 6-1, 7-5